# ورزشکاه آسپمیرا
ورزشکاه آسپمیرا (به لاتین: Aspmyra Stadion) یک ورزشکاه فوتبال در نروژ است که در بودو، نروژ واقع شده‌است.